# Новотабірна вулиця
Новота́бірна вулиця — зникла вулиця, що існувала в Радянському районі (нині — територія Шевченківського району) міста Києва, місцевість Шулявка. Пролягала від Провіантської вулиці до вулиці Богдана Гаврилишина.
Прилучалися Мефодіївський провулок та Старокиївська вулиця.

## Історія
Вулиця виникла в 30-х роках XX століття, з 1940-х років згадується як Новотабірна. У 1963–1964 роках мала назву вулиця Євгенії Бош, на честь української радянської державної діячки Євгенії Бош. 
Перший квартал вулиці (від Провіантської до Старокиївської вулиці) ліквідований у зв'язку з промисловим будівництвом у 1960-х роках. Офіційно ліквідована 1977 року. Проте друга частина вулиці, між вулицями Старокиївською до Богдана Гаврилишина, увійшла до складу Старокиївської вулиці.